# Tadeusz Kucharski
Tadeusz Jerzy Kucharski – polski artysta fotograf. Członek rzeczywisty i Artysta Fotoklubu Rzeczypospolitej Polskiej Stowarzyszenia Twórców (AFRP). Członek Komisji Rewizyjnej Fotoklubu RP. Członek założyciel Klubu Fotograficznego LX w Lublinie. Członek założyciel i prezes Zarządu Klubu Fotograficznego Pozytyw w Dęblinie. Prezes oraz wiceprezes Zarządu dęblińskiego oddziału Polskiego Towarzystwa Turystyczno-Krajoznawczego.

## Życiorys
Tadeusz Jerzy Kucharski w 1979 został absolwentem Studium Fotografii i Filmu przy Ministerstwie Kultury i Sztuki w Warszawie, w 1999 ukończyła Prywatną Wyższą Szkołę Ochrony Środowiska w Radomiu oraz w 2001 Akademię Pedagogiki Specjalnej im. Marii Grzegorzewskiej w Warszawie. Związany z lubelskim środowiskiem fotograficznym, mieszka i tworzy w Dęblinie – jest inicjatorem, współorganizatorem oraz uczestnikiem licznych wydarzeń oraz imprez o charakterze fotograficznym (wystawy indywidualne, zbiorowe – ogólnopolskie, międzynarodowe oraz plenery fotograficzne). W 1993 był współzałożycielem lubelskiego Klubu Fotograficznego LX, w pracach którego uczestniczył do 2002 roku.
W 1998 roku został przyjęty w poczet członków rzeczywistych Fotoklubu Rzeczypospolitej Polskiej Stowarzyszenia Twórców (legitymacja nr 165).
Prace Tadeusza Jerzego Kucharskiego zaprezentowano w Almanachu (1995–2017), wydanym przez Fotoklub Rzeczypospolitej Polskiej Stowarzyszenie Twórców, w 2017. W 2018 roku został uhonorowana Medalem „Za Zasługi dla Fotografii Polskiej” – odznaczeniem przyznawanym przez Kapitułę Fotoklubu Rzeczypospolitej Polskiej Stowarzyszenia Twórców – w 100. rocznicę odzyskania przez Polskę niepodległości.

## Odznaczenia
- Odznaka „Zasłużony Działacz Kultury” (2004)
- Złota Honorowa Odznaka PTTK (2004)
- Odznaka honorowa „Zasłużony dla Kultury Polskiej” (2013)
- Odznaka honorowa „Za Zasługi dla Turystyki (2016)
- Złoty Medal „Za Zasługi dla Rozwoju Twórczości Fotograficznej” (2016)[6]
- Złota Odznaka Honorowa Polskiego Związku Tenisa Stołowego (2018)
- Medal „Za Zasługi dla Fotografii Polskiej” (2018)[6]

Źródło